# Akauzazte
Akauzazte es un grupo musical español de rock procedente del País Vasco. Su música, tremendamente personal, es difícil de clasificar, por lo que se les suele etiquetar como noise rock o industrial. Se formaron en Azcoitia (Guipúzcoa) en 1992 y su carrera ha estado asociada al Matadero de Azkoitia (el Centro Social Okupado del municipio) y marcada por la autogestión.
En 1992 grabaron Maite Zaitut, su primera maqueta, con un cuatro pistas en el Matadero. Su segunda maqueta fue Enlatatua, una casete que venía en el interior de una lata de conservas. Siguieron grabando música sin llegar a editarla, hasta que en 1998, la discográfica Esan Ozenki les editó su primer álbum: Ur Gardenak, compuesto por material que el grupo había compuesto y grabado desde casi su formación. A pesar del peso de Esan Ozenki en el País Vasco, Akauzazte decidieron seguir en el camino de la autogestión, editando X (2002), un mini-CD con tres canciones grabadas en directo en su local del Matadero. En un paso más hacia la autoedición, el grupo creó, junto a Carlos Desastre la editorial Compañía de Sueños Ilimitada, en la que han publicado sus dos últimos trabajos: Azalberritan (2004) y 04-5-1, Bera (2005), este último grabado en concierto.
Akauzazte han colaborado con grupos del underground vasco, bien participando directamente en los discos (en Zebra de Anari o en Izkiriaturik Aurkitu Ditudan Gurak de Lisabö) o bien remezclando los temas («Satin Breakdown» en Concrete Mixer, disco de remezclas del Backbone Ritmo de Atom Rhumba).

## Miembros
- Roge: guitarra y voz.
- Joxe: bajo y voz.
- Arra: batería.
- Oier: guitarra.

## Discografía

### Álbumes
- Maite Zaitut (Autoeditado, 1992). Primera maqueta en casete.
- Enlatatua (Autoeditado, 1995). Segunda maqueta en casete. La cinta venía dentro de una lata de conservas, de ahí su nombre ("Enlatada»).
- Ur Gardenak (Esan Ozenki, 1998). CD.
- X (Autoeditado, 2002). Mini CD.
- Azalberritan (Compañía de Sueños Ilimitada, 2004). CD-libro.
- 04-5-1, Bera (Compañía de Sueños Ilimitada, 2005). CD en directo.
- Dan Danok (Esan Ozenki, 2009). CD-DVD.por una cara CD y por la otra DVD 5.1.
- Etzazuaka (Coproducido entre Akauzazte y Màgia Roja, 2015). Doble LP, 500 copias (99 verdes, 401 negras).

### Discos compartidos
- Gutural, Gutariko Bat y Akauzazte: Colección de los 90: Gutural, Gutariko Bat, Akauzazte (Arto Artian, 2006). Triple CD. El CD de Akauzazte es una remasterización de Enlatatua e incluye el vídeo musical de "Yonki» (canción del álbum Azalberritan).

### Participaciones en recopilatorios
- "Ariketa» en Blasé (Amanita, 1997). CD recopilatorio de Amanita Records.
- "Arnasa falta denean» en Museum Bilduma (Mer, 1999). CD.
- "Gorpuziega» en Viajes (Septiembre Recuerdos, 2002). CD.
- "Bat» en Oztopo Guztien Gainetik Bonberenea (Bomberenea, 2002). CD recopilatorio en favor de Bomberenea, la casa okupada de Tolosa.
- "Armagedon» en 113. Pasaiako Sarraskia. Crónica de la Emboscada de Pasajes (2004). Libro con CD.